# 阿帕切

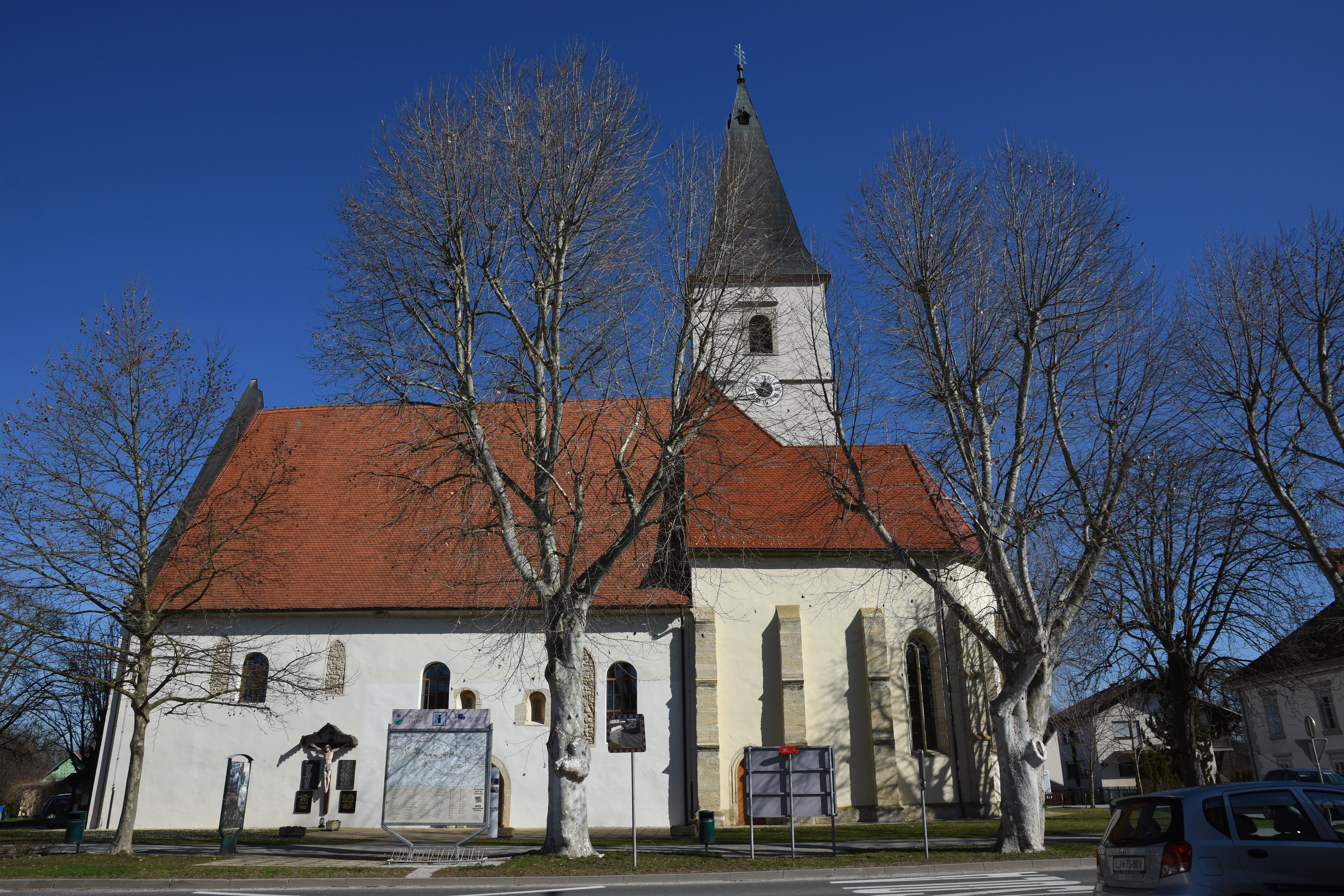
堂区教堂

阿帕切是斯洛文尼亞東北部阿帕切市鎮的城鎮及其行政中心。面積4.4平方公里，2020年人口543。

## 教堂
该地的堂区教堂奉献为圣母升天，隶属于天主教馬里博爾總教區。该教堂始建于15至16世纪。城镇附近有一个始建于17世纪的庄园，最初时为巴洛克风格，19世纪改建为新古典主义风格。

## 外部連結
- 维基共享资源上的相關多媒體資源：阿帕切
- 阿帕切市鎮官方网站 （页面存档备份，存于） （斯洛文尼亚文）
- Municipality of Apače on Geopedia （页面存档备份，存于）